# Seznam vítězů mužské čtyřhry na Australian Open
Seznam vítězů mužské čtyřhry na Australian Open uvádí přehled šampionů mužské deblové soutěže na tenisovém turnaji Australian Open.
Australian Open je úvodní tenisový Grand Slam sezóny, každoročně hraný ve druhé polovině ledna. Do roku 1987 probíhal na trávě. S přesunem z Kooyong Lawn Tennis Clubu do Melbourne Parku se začal odehrávat na tvrdém povrchu. Premiérový ročník mužské čtyřhry se uskutečnil při založení grandslamu roku 1905.

## Historie
Australian Open se profesionálům otevřel jako poslední z grandslamů a první ročník v open éře byl odehrán roku 1969. Během druhé světové války (1941–1945) a v roce 1986 turnaj neproběhl. V sezóně 1977 se konaly dva ročníky v důsledku přeložení na závěr roku, první během ledna a druhý v prosinci.
Absolutní rekord v počtu 10 titulů drží Australan Adrian Quist, který je vyhrál mezi lety 1936–1950. V otevřené éře dosáhli nejvyššího počtu 6 trofejí mezi lety 2006–2013 americká dvojčata Bob a Mike Bryanovi.
Nejmladším šampionem se roku 1953 v 18 letech a 2 měsících stal Australan Lew Hoad. Naopak nejstarším držitelem trofeje byl ve 46 letech a 2 měsících jeho krajan Norman Brookes při zisku poháru roku 1924. Stal se tak najstarším vítězem mužské grandslamové čtyřhry vůbec. V rámci otevřené éry trofej jako nejstarší vyhrál v roce 2024 Ind Rohan Bopanna, jemuž bylo 43 let a 10 měsíců.

## Přehled finále

### Amatérská éra
| Rok  | vítězové                         | finalisté                          | výsledek                    |
| ---- | -------------------------------- | ---------------------------------- | --------------------------- |
| 1905 | Randolph Lycett Tom Tachell      | Edgar T. Barnard Basil Spence      | 11–9, 8–6, 1–6, 4–6, 6–1    |
| 1906 | Rodney Heath Anthony Wilding     | Harry Parker Cecil Cleve Cox       | 6–2, 6–4, 6–2               |
| 1907 | William Gregg Harry Parker       | Horace Rice George Wright          | 6–2, 3–6, 6–2, 6–2          |
| 1908 | Fred Alexander Alfred Dunlop     | Granville G. Sharp Anthony Wilding | 6–3, 6–2, 6–1               |
| 1909 | J. P. Keane Ernie Parker         | Tom Crooks Anthony Wilding         | 1–6, 6–1, 6–1, 9–7          |
| 1910 | Ashley Campbell Horace Rice      | Rodney Heath John L. Odea          | 6–3, 6–3, 6–2               |
| 1911 | Rodney Heath Randolph Lycett     | John Addison Norman Brookes        | 6–2, 7–5, 6–0               |
| 1912 | James Cecil Parke Charles Dixon  | Alfred Beamish Gordon Lowe         | 6–4, 6–4, 6–2               |
| 1913 | Alf Hedeman Ernie Parker         | Harry Parker Roy Taylor            | 8–6, 4–6, 6–4, 6–4          |
| 1914 | Ashley Campbell Gerald Patterson | Rodney Heath Arthur O'Hara Wood    | 7–5, 3–6, 6–3, 6–3          |
| 1915 | Horace Rice Clarence V. Todd     | Gordon Lowe Bert St. John          | 8–6, 6–4, 7–9, 6–3          |
| 1916 | nehráno                          | nehráno                            | nehráno                     |
| 1917 | nehráno                          | nehráno                            | nehráno                     |
| 1918 | nehráno                          | nehráno                            | nehráno                     |
| 1919 | Pat O'Hara Wood Ron Thomas       | James Anderson Arthur Lowe         | 7–5, 6–1, 7–9, 3–6, 6–3     |
| 1920 | Pat O'Hara Wood Ron Thomas       | Horace Rice Roy Taylor             | 6–1, 6–0, 7–5               |
| 1921 | Stanley H. Eaton Rice Gemmell    | N. Brearley Edward Stokes          | 7–5, 6–3, 6–3               |
| 1922 | Jack Hawkes Gerald Patterson     | James Anderson Norman Peach        | 8–10, 6–0, 6–0, 7–5         |
| 1923 | Pat O'Hara Wood Bert St. John    | Dudley Bullough Horace Rice        | 6–4, 6–3, 3–6, 6–0          |
| 1924 | James Anderson Norman Brookes    | Pat O'Hara Wood Gerald Patterson   | 6–2, 6–4, 6–3               |
| 1925 | Pat O'Hara Wood Gerald Patterson | James Anderson Fred Kalms          | 6–4, 8–6, 7–5               |
| 1926 | John Hawkes Gerald Patterson     | James Anderson Pat O'Hara Wood     | 6–1, 6–4, 6–2               |
| 1927 | John Hawkes Gerald Patterson     | Pat O'Hara Wood Ian McInnes        | 8–6, 6–1, 6–2               |
| 1928 | Jean Borotra Jacques Brugnon     | James Willard Edgar Moon           | 6–2, 4–6, 6–4, 6–4          |
| 1929 | Jack Crawford Harry Hopman       | Jack Cummings Edgar Moon           | 6–1, 6–8, 4–6, 6–1, 6–3     |
| 1930 | Jack Crawford Harry Hopman       | John Hawkes Tim Fitchett           | 8–6, 6–1, 2–6, 6–3          |
| 1931 | Charles Donohoe Ray Dunlop       | Jack Crawford Harry Hopman         | 8–6, 6–2, 5–7, 7–9, 6–4     |
| 1932 | Jack Crawford Edgar Moon         | Harry Hopman Gerald Patterson      | 4–6, 6–4, 12–10, 6–3        |
| 1933 | Keith Gledhill Ellsworth Vines   | Jack Crawford Edgar Moon           | 6–4, 10–8, 6–2              |
| 1934 | Pat Hughes Fred Perry            | Adrian Quist Don Turnbull          | 6–8, 6–3, 6–4, 3–6, 6–3     |
| 1935 | Jack Crawford Vivian McGrath     | Pat Hughes Fred Perry              | 6–4, 8–6, 6–2               |
| 1936 | Adrian Quist Don Turnbull        | Jack Crawford Vivian McGrath       | 6–8, 6–2, 6–1, 3–6, 6–2     |
| 1937 | Adrian Quist Don Turnbull        | John Bromwich Jack Harper          | 6–2, 9–7, 1–6, 6–8, 6–4     |
| 1938 | John Bromwich Adrian Quist       | Gottfried von Cramm Henner Henkel  | 7–5, 6–4, 6–0               |
| 1939 | John Bromwich Adrian Quist       | Colin Long Don Turnbull            | 6–4, 7–5, 6–2               |
| 1940 | John Bromwich Adrian Quist       | Jack Crawford Vivian McGrath       | 6–3, 7–5, 6–1               |
| 1941 | nehráno                          | nehráno                            | nehráno                     |
| 1942 | nehráno                          | nehráno                            | nehráno                     |
| 1943 | nehráno                          | nehráno                            | nehráno                     |
| 1944 | nehráno                          | nehráno                            | nehráno                     |
| 1945 | nehráno                          | nehráno                            | nehráno                     |
| 1946 | John Bromwich Adrian Quist       | Max Newcombe Leonard Schwartz      | 6–3, 6–1, 9–7               |
| 1947 | John Bromwich Adrian Quist       | Frank Sedgman George Worthington   | 6–1, 6–3, 6–1               |
| 1948 | John Bromwich Adrian Quist       | Frank Sedgman Colin Long           | 1–6, 6–8, 9–7, 6–3, 8–6     |
| 1949 | John Bromwich Adrian Quist       | Geoffrey Brown Bill Sidwell        | 1–6, 7–5, 6–2, 6–3          |
| 1950 | John Bromwich Adrian Quist       | Jaroslav Drobný Eric Sturgess      | 6–3, 5–7, 4–6, 6–3, 8–6     |
| 1951 | Frank Sedgman Ken McGregor       | John Bromwich Adrian Quist         | 11–9, 2–6, 6–3, 4–6, 6–3    |
| 1952 | Frank Sedgman Ken McGregor       | Don Candy Mervyn Rose              | 6–4, 7–5, 6–3               |
| 1953 | Lew Hoad Ken Rosewall            | Don Candy Mervyn Rose              | 9–11, 6–4, 10–8, 6–4        |
| 1954 | Mervyn Rose Rex Hartwig          | Neale Fraser Clive Wilderspin      | 6–3, 6–4, 6–2               |
| 1955 | Vic Seixas Tony Trabert          | Lew Hoad Ken Rosewall              | 6–3, 6–2, 2–6, 3–6, 6–1     |
| 1956 | Lewis Hoad Ken Rosewall          | Don Candy Mervyn Rose              | 10–8, 13–11, 6–4            |
| 1957 | Neale Fraser Lew Hoad            | Malcolm Anderson Ashley Cooper     | 6–3, 8–6, 6–4               |
| 1958 | Ashley Cooper Neale Fraser       | Roy Emerson Bob Mark               | 7–5, 6–8, 3–6, 6–3, 7–5     |
| 1959 | Rod Laver Bob Mark               | Don Candy Robert Howe              | 9–7, 6–4, 6–2               |
| 1960 | Rod Laver Bob Mark               | Roy Emerson Neale Fraser           | 1–6, 6–2, 6–4, 6–4          |
| 1961 | Rod Laver Bob Mark               | Roy Emerson Martin Mulligan        | 6–3, 7–5, 3–6, 9–11, 6–2    |
| 1962 | Roy Emerson Neale Fraser         | Bob Hewitt Fred Stolle             | 4–6, 4–6, 6–1, 6–4, 11–9    |
| 1963 | Bob Hewitt Fred Stolle           | Ken Fletcher John Newcombe         | 6–2, 3–6, 6–3, 3–6, 6–3     |
| 1964 | Bob Hewitt Fred Stolle           | Roy Emerson Ken Fletcher           | 6–4, 7–5, 3–6, 4–6, 14–12   |
| 1965 | John Newcombe Tony Roche         | Roy Emerson Fred Stolle            | 3–6, 4–6, 13–11, 6–3, 6–4   |
| 1966 | Roy Emerson Fred Stolle          | John Newcombe Tony Roche           | 7–9, 6–3, 6–8, 14–12, 12–10 |
| 1967 | John Newcombe Tony Roche         | Bill Bowrey Owen Davidson          | 3–6, 6–3, 7–5, 6–8, 8–6     |
| 1968 | Dick Crealy Allan Stone          | Terry Addison Ray Keldie           | 10–8, 6–4, 6–3              |

### Otevřená éra
| Rok       | vítězové                            | finalisté                           | výsledek                       |
| --------- | ----------------------------------- | ----------------------------------- | ------------------------------ |
| 1969      | Rod Laver Roy Emerson               | Ken Rosewall Fred Stolle            | 6–4, 6–4                       |
| 1970      | Bob Lutz Stan Smith                 | John Alexander Phil Dent            | 8–6, 6–3, 6–4                  |
| 1971      | John Newcombe Tony Roche            | Tom Okker Marty Riessen             | 6–2, 7–6                       |
| 1972      | Ken Rosewall Owen Davidson          | Ross Case Geoff Masters             | 3–6, 7–6, 6–2                  |
| 1973      | John Newcombe Malcolm Anderson      | John Alexander Phil Dent            | 6–3, 6–4, 7–6                  |
| 1974      | Ross Case Geoff Masters             | Syd Ball Bob Giltinan               | 6–7, 6–3, 6–4                  |
| 1975      | John Alexander Phil Dent            | Bob Carmichael Allan Stone          | 6–3, 7–6                       |
| 1976      | John Newcombe Tony Roche            | Ross Case Geoff Masters             | 7–6, 6–4                       |
| 1977(I)   | Arthur Ashe Tony Roche              | Charlie Pasarell Erik van Dillen    | 6–4, 6–4                       |
| 1977(XII) | Ray Ruffels Allan Stone             | John Alexander Phil Dent            | 7–6, 7–6                       |
| 1978      | Wojciech Fibak Kim Warwick          | Paul Kronk Cliff Letcher            | 7–6, 7–5                       |
| 1979      | Peter McNamara Paul McNamee         | Paul Kronk Cliff Letcher            | 7–6, 6–2                       |
| 1980      | Mark Edmondson Kim Warwick          | Peter McNamara Paul McNamee         | 7–5, 6–4                       |
| 1981      | Mark Edmondson Kim Warwick          | Hank Pfister John Sadri             | 6–3, 6–7, 6–3                  |
| 1982      | John Alexander John Fitzgerald      | Andy Andrews John Sadri             | 6–4, 7–6                       |
| 1983      | Mark Edmondson Paul McNamee         | Steve Denton Sherwood Stewart       | 6–3, 7–6                       |
| 1984      | Mark Edmondson Sherwood Stewart     | Joakim Nyström Mats Wilander        | 6–2, 6–2, 7–5                  |
| 1985      | Paul Annacone Christo van Rensburg  | Mark Edmondson Kim Warwick          | 3–6, 7–6, 6–4, 6–4             |
| 1986      | nehráno                             | nehráno                             | nehráno                        |
| 1987      | Stefan Edberg Anders Järryd         | Peter Doohan Laurie Warder          | 6–4, 6–4, 7–6                  |
| 1988      | Rick Leach Jim Pugh                 | Jeremy Bates Peter Lundgren         | 6–3, 6–2, 6–3                  |
| 1989      | Rick Leach Jim Pugh                 | Darren Cahill Mark Kratzmann        | 6–4, 6–4, 6–4                  |
| 1990      | Pieter Aldrich Danie Visser         | Grant Connell Glenn Michibata       | 6–4, 4–6, 6–1, 6–4             |
| 1991      | Scott Davis David Pate              | Patrick McEnroe David Wheaton       | 6–7, 7–6, 6–3, 7–5             |
| 1992      | Todd Woodbridge Mark Woodforde      | Kelly Jones Rick Leach              | 6–4, 6–3, 6–4                  |
| 1993      | Danie Visser Laurie Warder          | John Fitzgerald Anders Järryd       | 6–4, 6–3, 6–4                  |
| 1994      | Jacco Eltingh Paul Haarhuis         | Byron Black Jonathan Stark          | 6–7, 6–3, 6–4, 6–3             |
| 1995      | Jared Palmer Richey Reneberg        | Mark Knowles Daniel Nestor          | 6–3, 3–6, 6–3, 6–2             |
| 1996      | Stefan Edberg Petr Korda            | Sébastien Lareau Alex O'Brien       | 7–5, 7–5, 4–6, 6–1             |
| 1997      | Todd Woodbridge Mark Woodforde      | Sébastien Lareau Alex O'Brien       | 4–6, 7–5, 7–5, 6–3             |
| 1998      | Jonas Björkman Jacco Eltingh        | Todd Woodbridge Mark Woodforde      | 6–2, 5–7, 2–6, 6–4, 6–3        |
| 1999      | Jonas Björkman Patrick Rafter       | Leander Paes Maheš Bhúpatí          | 6–3, 4–6, 6–4, 6–7(10–12), 6–4 |
| 2000      | Ellis Ferreira Rick Leach           | Wayne Black Andrew Kratzmann        | 6–4, 3–6, 6–3, 3–6, 18–16      |
| 2001      | Jonas Björkman Todd Woodbridge      | Byron Black David Prinosil          | 6–1, 5–7, 6–4, 6–4             |
| 2002      | Mark Knowles Daniel Nestor          | Fabrice Santoro Michaël Llodra      | 7–6(7–4), 6–3                  |
| 2003      | Fabrice Santoro Michaël Llodra      | Mark Knowles Daniel Nestor          | 6–4, 3–6, 6–3                  |
| 2004      | Fabrice Santoro Michaël Llodra      | Mike Bryan Bob Bryan                | 7–6(7–4), 6–3                  |
| 2005      | Wayne Black Kevin Ullyett           | Mike Bryan Bob Bryan                | 6–4, 6–4                       |
| 2006      | Mike Bryan Bob Bryan                | Martin Damm Leander Paes            | 4–6, 6–3, 6–4                  |
| 2007      | Mike Bryan Bob Bryan                | Max Mirnyj Jonas Björkman           | 7–5, 7–5                       |
| 2008      | Jonatan Erlich Andy Ram             | Arnaud Clément Michaël Llodra       | 7–5, 7–6(7–4)                  |
| 2009      | Mike Bryan Bob Bryan                | Maheš Bhúpatí Mark Knowles          | 2–6, 7–5, 6–0                  |
| 2010      | Mike Bryan Bob Bryan                | Daniel Nestor Nenad Zimonjić        | 6–3, 6–7(5–7), 6–3             |
| 2011      | Mike Bryan Bob Bryan                | Maheš Bhúpatí Leander Paes          | 6–3, 6–4                       |
| 2012      | Leander Paes Radek Štěpánek         | Mike Bryan Bob Bryan                | 7–6(7–1), 6–2                  |
| 2013      | Mike Bryan Bob Bryan                | Robin Haase Igor Sijsling           | 6–3, 6–4                       |
| 2014      | Łukasz Kubot Robert Lindstedt       | Eric Butorac Raven Klaasen          | 6–3, 6–3                       |
| 2015      | Simone Bolelli Fabio Fognini        | Pierre-Hugues Herbert Nicolas Mahut | 6–4, 6–4                       |
| 2016      | Jamie Murray Bruno Soares           | Daniel Nestor Radek Štěpánek        | 2–6, 6–4, 7–5                  |
| 2017      | Henri Kontinen John Peers           | Bob Bryan Mike Bryan                | 7–5, 7–5                       |
| 2018      | Oliver Marach Mate Pavić            | Juan Sebastián Cabal Robert Farah   | 6–4, 6–4                       |
| 2019      | Pierre-Hugues Herbert Nicolas Mahut | Henri Kontinen John Peers           | 6–4, 7–6(7–1)                  |
| 2020      | Rajeev Ram Joe Salisbury            | Max Purcell Luke Saville            | 6–4, 6–2                       |
| 2021      | Ivan Dodig Filip Polášek            | Joe Salisbury Rajeev Ram            | 6–3, 6–4                       |
| 2022      | Nick Kyrgios Thanasi Kokkinakis     | Matthew Ebden Max Purcell           | 7–5, 6–4                       |
| 2023      | Rinky Hijikata Jason Kubler         | Hugo Nys Jan Zieliński              | 6–4, 7–6(7–4)                  |
| 2024      | Rohan Bopanna Matthew Ebden         | Simone Bolelli Andrea Vavassori     | 7–6(7–0), 7–5                  |
| 2025      | Harri Heliövaara Henry Patten       | Simone Bolelli Andrea Vavassori     | 6–7(16–18), 7–6(7–5), 6–3      |